# San Zenone al Po
Pour les articles homonymes, voir San Zeno.
San Zenone al Po est une commune italienne de la province de Pavie, dans la région Lombardie.

## Dicton traditionnel
San Zanon, duturon (en langue locale).
Traduction : San Zenone, des grands savants.

## Administration
| Période                                  | Période | Identité | Étiquette | Qualité |
| ---------------------------------------- | ------- | -------- | --------- | ------- |
|                                          |         |          |           |         |
| Les données manquantes sont à compléter. |         |          |           |         |

### Communes limitrophes
Arena Po, Costa de' Nobili, Spessa, Zerbo.